# 各年のナイジェリアの一覧

ナイジェリアの国旗

各年のナイジェリアの一覧（かくねんのナイジェリアのいちらん）は、ナイジェリアの各年ごとの記事の一覧。この一覧ではナイジェリアの各年ごとの記事の他、各世紀と各年代、ナイジェリアの各分野における各年ごとの記事についても取り扱う。

## 一覧

### 20世紀
- 1960年代のナイジェリア
  - 1960年のナイジェリア（英語版） 1961年のナイジェリア（英語版） 1962年のナイジェリア（英語版） 1963年のナイジェリア（英語版） 1964年のナイジェリア（英語版）
  - 1966年のナイジェリア（英語版） 1967年のナイジェリア（英語版）
- 1990年代のナイジェリア
  - 1992年のナイジェリア（英語版） 1993年のナイジェリア（英語版） 1994年のナイジェリア（英語版） 1999年のナイジェリア（英語版）
- 2000年代のナイジェリア
  - 2000年のナイジェリア（英語版）

### 21世紀
- 2000年代
  - 2002年のナイジェリア（英語版） 2005年のナイジェリア（英語版） 2006年のナイジェリア（英語版） 2007年のナイジェリア（英語版） 2008年のナイジェリア（英語版）
- 2010年代のナイジェリア
  - 2012年のナイジェリア（英語版） 2011年のナイジェリア（英語版） 2012年のナイジェリア（英語版） 2013年のナイジェリア（英語版） 2014年のナイジェリア（英語版）
  - 2015年のナイジェリア（英語版） 2016年のナイジェリア（英語版） 2017年のナイジェリア（英語版） 2018年のナイジェリア（英語版） 2019年のナイジェリア（英語版）